# جوفان نيكوليتش
جوفان نيكوليتش هو مؤلف وكاتب (وحمل سابقاً جنسية يوغوسلافيا)، ولد في 7 ديسمبر 1955 في بلغراد في صربيا.